# ロシル・カルデロン
ロシル・カルデロン・ディアス（Rosir Calderón Diaz、1984年12月28日 - ）は、キューバの女子バレーボール選手。元キューバ代表。

## 来歴
ハバナ出身。父は2005年から2006年のナショナルチームの監督であり、母もかつてのキューバ代表のミドルブロッカーで活躍した経験がある。
キューバ代表のエース。世界最高到達点からスパイクを打ち下ろす。
アテネ五輪で銅メダルを獲得した。2006世界選手権ではベストスパイカーを獲得した。2007年ワールドカップ、2008年北京オリンピックに出場した。
2011-12シーズンよりガラタサライへ移籍し、2012-13シーズンの欧州チャンピオンズリーグでベスト4進出に大きく貢献した。
2016年10月、V・チャレンジリーグIの上尾メディックスに入団。1シーズン在籍し、準優勝とチームのV・プレミアリーグ復帰に貢献した。

## 球歴
- オリンピック - 2004年、2008年
- 世界選手権 - 2006年
- ワールドカップ - 2003年、2007年
- ワールドグランプリ - 2004年、2005年、2006年、2007年、2008年

## 受賞歴
- 2005年 ワールドグランプリ ベストスパイカー賞
- 2006年 世界選手権 ベストスパイカー賞
- 2007年 モントルーバレーマスターズ ベストスパイカー賞
- 2008年 北京オリンピック ベストスパイカー賞
- 2013年 2012/13欧州チャンピオンズリーグ ベストスパイカー賞
- 2017年 2016/17Vチャレンジリーグ 敢闘賞・得点王・スパイク賞

## 所属
- Ciudad Habana（-2005年）
- ウラロチカ-NTMK（2005-2006年）
- Ciudad Habana（2006-2009年）
- ヴォレロ・チューリッヒ（2010-2011年）
- ガラタサライ（2011-2013年)
- ディナモ・クラスノダール（2013-2015年）
- エジザージュバシュ（2015-2016年）
- 上尾メディックス（2016-2017年）
- RCカンヌ（2016-2017年）
- ヴォレロ・チューリッヒ（2017-2018年）
- ヴォレロ・ル・カネ（2018-2019年）
- Bandung Bank BJB Pakuan（2019-2020年）
- Bolu Belediyespor（2021-2022年）
- AEK Athens（2022-2023年）
- AONS Milon Nea Smyrni（2023-2024年）
- サンディエゴ・モジョ（英語版）（2024年-）